# Makouda
Makouda (en kabyle : Makuda) est une commune algérienne de la wilaya de Tizi Ouzou, en Kabylie. Située à mi-chemin entre Tizi Ouzou et Tigzirt (à 19 km au nord de Tizi Ouzou et 21 km au sud de Tigzirt).

## Géographie

### Localisation
Makouda est située au nord-ouest de la wilaya de Tizi Ouzou , dans l’aarch des Ath Ouaguenoun .
|                     | Mizrana     |                  |
| wilaya de Boumerdès | Makouda     | Boudjima         |
| Sidi Namane         | Sidi Namane | Aït Aïssa Mimoun |

### Relief
Makouda est située dans une région montagneuse, faisant partie de la chaîne de la Kabylie maritime, composée d'une plaine étroite dans sa partie sud, et du versant sud de la chaîne maritime au nord. Le point culminant de cette chaine est le mont Tifilkout (« la crête », dite « Tabourth t-varnusth »), à 910 m d'altitude.

### Climat
Le climat de Makouda est typiquement méditerranéen, chaud et sec en été et doux, humide et pluvieux en hiver à partir de 500 m d'altitude. Les précipitations annuelles varient de 800 mm à 1 100 mm selon les régions[réf. nécessaire].

### Villages de la commune
La commune de Makouda est composée de 30 villages :
- Agouni Bouaklane (Attouche)
- Agouni Hamiche (Tala Bouzrou)
- Ain Larbaâ (Attouche)
- Ath Allahoum (Larbaa et Makouda)
- Ath Fares
- Ath Ouazan (Attouche)
- Attouche centre
- Ilmaden (Tala Bouzrou)
- Hadouda (Attouche)
- Ibakouken (Tala Bouzrou)
- Icheriouen
- Ichikar
- Ihassounène (Attouche)
- Illilane
- Iwelaïne (Tala Bouzrou centre)
- Issiakhène (Attouche)
- Izaïchène (Makouda centre)
- Izeroukène (Attouche)
- Larbâa
- Maachera (Attouche)
- Semghoune
- Stita
- Tamyist (Tala Bouzrou)
- Tarvent (Attouche)
- Tassedart (Attouche)
- Taâzibt
- Tazrart
- Tighilt N'Louh (Attouche)
- Tigoulmamine (Attouche)
- Tigounatine (Tala Bouzrou)
- Tinekachine (Makouda)
- Zaouia (Larbaa)

Notes :
- Le village de Makouda  comprend Izaichéne-Tinekachine et Ait Allahoum
- Le village de Tala Bouzrou comprend Tamyist-Agni, Hemmiche-El Maden, Iouelaien, Ibakouken, Tigounatine et Remblai.
- Le village d’Attouche contient Agni bouakalan, Maachera-Ath ouazzen, Izaroukéne, Tarbent, Hadouda, Tighilt n louh, Taseddar, Sliha, Ain larbaa, Ihessounen, Tigoulmamine et Lemghasel.

## Toponymie
Le nom de Makouda serait, selon la mairie francaise, la déformation de Yemma Houda, une sainte juive du village. Ainsi Makouda voudrait dire « la mère juive » mais ce n'est qu'une idée de francisation et judaïsation du colonialisme français au détriment des Kabyles de cette localité. Makouda serait la déformation de Yemma Kouda, qui selon la légende est la sœur de Yemma Gouraya.

## Histoire
Selon la légende , des familles Kabyles judaïsées demeurent sur les hautes terres près d'Achrouf N' issiwan, l'étoile de David situé dans une ancienne mosquée dans le lieu-dit Tighilt Ihemmouten (Makouda centre) en étant la preuve. 
À l'époque des Ottomans en Afrique du Nord, des citoyens de la confédération des Aït Ouaguenoun, appellation des habitants de la région à l'époque, une grande bataille a été menée contre les forces du beylicat ottoman , premièrement au village de Makouda ou ils ont reçu une résistance ultra-farouche et ensuite les turcs et leurs auxiliaires arabes se replissent rapidement à Zaouïa (près de Larbaá). Selon la légende, la bataille était tellement immense que le lac de Zaouia s'est rempli du sang des combattants kabyles.

### Guerre d'Algérie
Durant la guerre d'Algérie, les villages de Makouda et de Stita étant considérés comme une zone de guerre selon l'armée française, Makouda était une zone interdite. Les maquisards morts au combat comme Arezki Louni (militant lors de la bataille d'Alger), Ali Rabia et Ahmed Chafai sont natifs de la région.

## Économie
Makouda est une commune à vocation essentiellement rurale.
Le village dispose d'une épicerie ancestrale longtemps tenue par feu Lounas Ukacha, décédé en 2016. L'affaire a été reprise par sa descendance. La boutique est très appréciée des villageois pour sa simplicité et sa pratique du commerce équitable.
En 2012, un entrepreneur local tente une expérience unique en son genre pour le village. Il crée une usine de boissons non gazeuses, sous le label Milala, ce nom faisant référence à l'emplacement de cette dernière. Face au manque d'enthousiasme et l'affaissement des ventes, il dut mettre la clé sous la porte, une année après son lancement.
La cueillette des olives est un évènement sacré pour les gens du village. La saison s'étend de mi-octobre jusqu'à fin décembre, néanmoins, elle peut s'étendre jusqu'à fin janvier voire mi-février, selon les conditions météo.
La cueillette est menacée par une pratique peu orthodoxe assez répandue parmi les jeunes du village faisant face au manque d'argent de poche. Cette pratique, appelée Azadjew, consiste à cueillir les olives des autres puis à les vendre.

## Personnalités liées à la commune
- Khedim Hamidouche (1956-2002), chanteur algérien.